# Jakob Griesinger

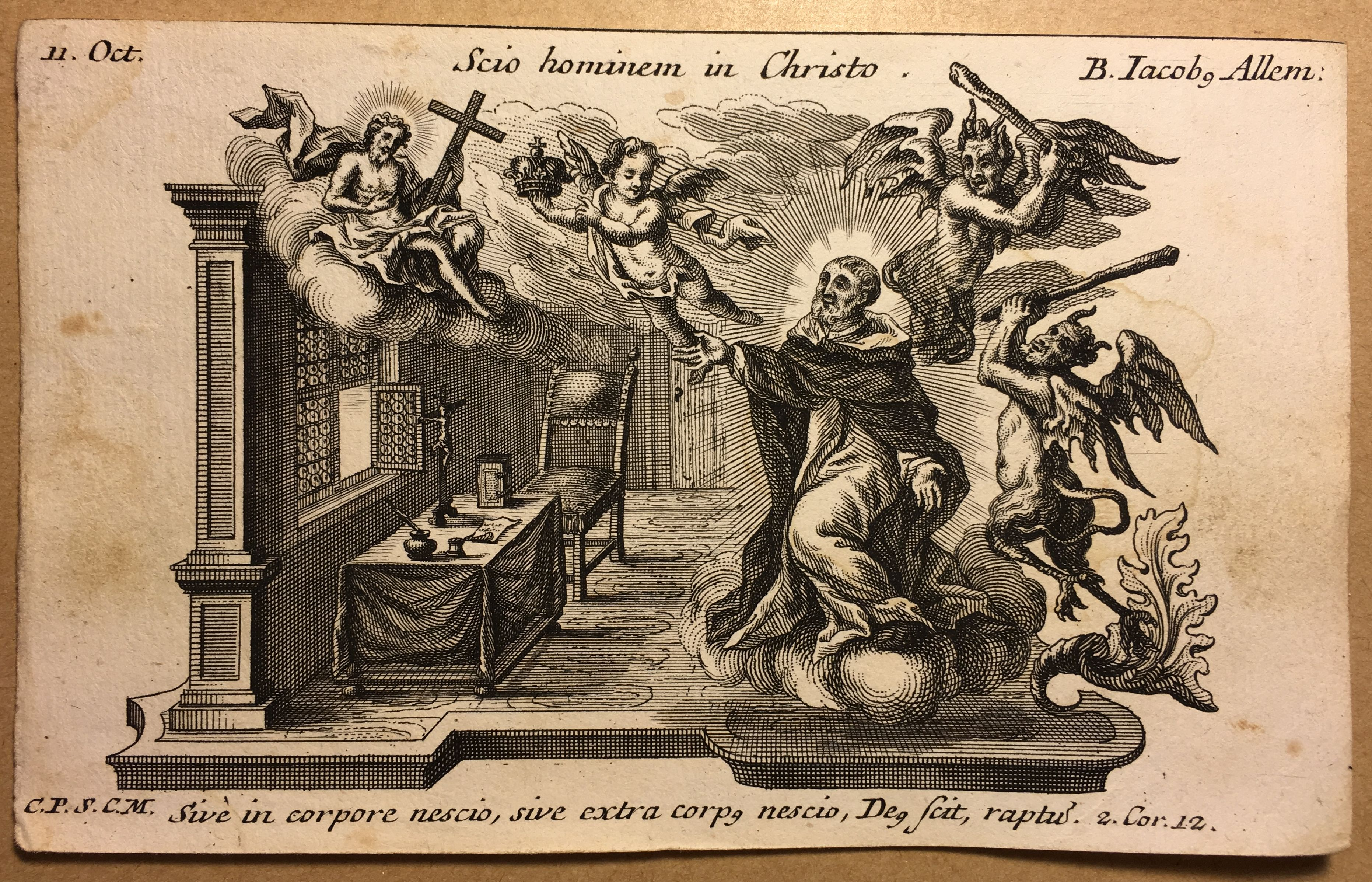
Darstellung aus dem „Annus dierum sanctorum“, Mitte 18. Jahrhundert

Jakob Griesinger (* 1407 in Ulm; † 11. Oktober 1491 in Bologna; auch Giacomo da Ulma) war ein deutscher Glasmaler und Laienbruder des Dominikanerordens, der als Seliger der katholischen Kirche verehrt wird.

## Leben

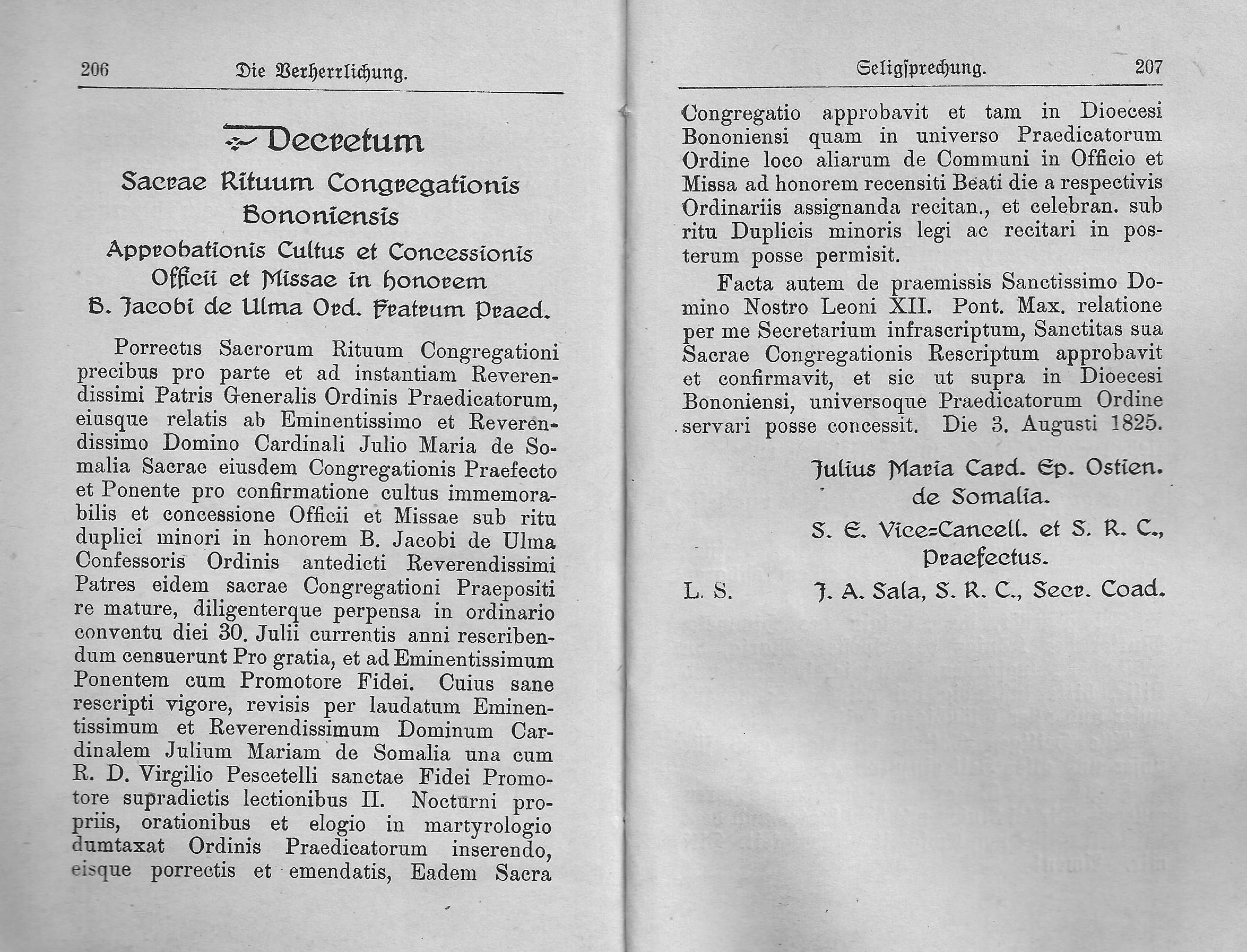
Papst Leo XII. genehmigt den Kult des seligen Jakob von Ulm (Jakob Griesinger) im Dominikanerorden und in der Diözese Bologna, Lateinisches Dekret der Ritenkongregation, 3. August 1825

Griesinger begab sich 1432 als Pilger nach Rom und trat 1441 nach einer Zeit als Landsknecht und Hausverwalter in Italien als Laienbruder in das Dominikanerkloster in Bologna ein, wo er bis zu seinem Tod künstlerisch tätig war.
Dass der Familienname des Bruders Griesinger war, sagt der Ulmer Dominikaner Felix Fabri in seiner Schrift Sionspilgerin bei der Beschreibung Bolognas. Der Laienbruder sei 80 Jahre alt geworden und habe tugendhaft gelebt. Er sei mit anderen Brüdern begraben worden, man habe aber aufgrund des großen Zulaufs zu seinem Grab, an dem auch Wunder geschehen würden, ihn in der Kirche beisetzen müssen.
Papst Leo XII. erlaubte 1825 dem Erzbistum Bologna und dem Dominikanerorden seine Erwähnung im Offizium und in der Messe zum 11. Oktober. Seine Reliquien befinden sich in der Dominikanerkirche in Bologna.
Er gilt als Patron der Glasmaler.

## Werke
Erhalten ist nur das Glasfenster der Kapelle der Notare (bzw. des Heiligen Kreuzes) in der Basilika San Petronio, das er 1464/66 nach einem Entwurf von Michele di Matteo schuf. Seine Planung und Ausführung ist detailliert durch ein Ausgabenbuch belegt. In seinem Stil mische sich deutscher und italienischer Realismus, befand Jacob Burckhardt in seinem Cicerone (Erstausgabe 1855).

## Legende
1501 wurde eine von seinem Schüler Ambrosino da Soncino in Bologna auf Italienisch verfasste Lebensbeschreibung veröffentlicht. Sie wurde in lateinischer Übersetzung in den Acta Sanctorum des Oktobers Band 5 wiedergegeben.
Ein umfangreiches erbauliches Lebensbild in deutscher Sprache legte der Dominikaner Hieronymus Wilms 1922 vor.

## Ikonographie

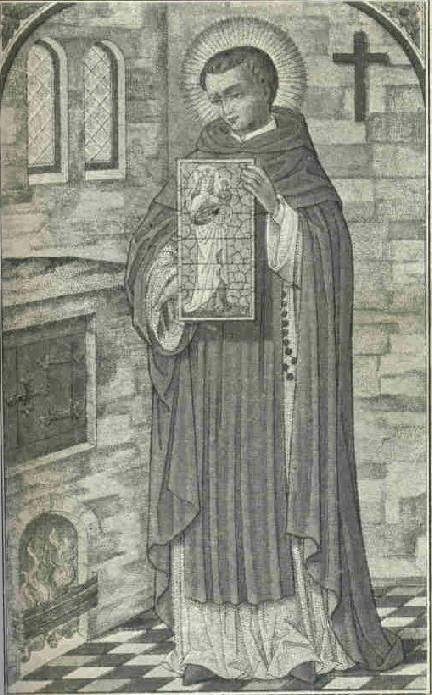
Andachtsbild des 19. Jahrhunderts

Als Darstellungen des Seligen sind bekannt (nach dem Alter geordnet):
- Bildnis des Giacinto Bellini (1612–1660) in der Basilika S. Domenico in Bologna, Cappella del Sacro Cuore[10]
- Bildnis von Ludovico Carracci ebenda, Cappella delle Reliquie[11]
- Kleines Bild auf dem Dominikanerstammbaum in Lienz 1650/60[12] und auf weiteren Dominikaner-Stammbäumen.[13]
- Barockes Ölgemälde[4]
- Bild in einer Reihe von Dominikanerbildnissen im Dominikanerkloster Retz Anfang 18. Jahrhundert[14]
- Kupferstich in dem von den Gebrüdern Klauber (diverse Auflagen ab 1737) in Augsburg herausgegebenen Annus Dierum Sanctorum[15]
- Kupferstich in Manuel Amado: Compendio histórico [...]. Madrid 1829[16]
- Ölgemälde von 1837/41 aus einer Serie zu Dominikanerheiligen im Museo Histórico Dominico in Santiago de Chile[17]
- Holzschnitt in: Marianischer Festkalender für das katholische Volk Bd. 2 (1866).[18]
- Ölgemälde von Nathaniel Westlake im Rotherham-Museum[19] und Entwurf für ein Mosaik (jeweils ca. 1868) im Victoria and Albert Museum[20] sowie Mosaik ebenda[21]
- Andachtsbild, 19. Jahrhundert[22]
- Frontispiz von Hieronymus Wilms: Der selige Jakob Griesinger aus Ulm, Laienbruder des Dominikanerordens. Dülmen 1922[23]
- Bild (1927?) auf einem Relief in der Schwabenkapelle (gewidmet der Verehrung von Schwabenheiligen/Schwabenseligen) des Oblatenklosters Schemmerhofen[24]
- Verlorenes Wandbild (1928) von Wilhelm Geyer in der Vorgängerkirche von St. Maria Suso in Ulm[25]
- Glasmalerei in St. Sepulchre, London (1938)[26]
- Verlorenes Glasfenster in der Marienkapelle der Pfarrkirche von Meckinghoven[27]
- Fresko von Albert Figel in der Pfarrkirche St. Albert in München unter der Westempore[28]
- Glasmalerei in Rossendale, St. Nikolaus (1954)[29]
- Statue von Anne-Marie Roux-Colas (1951) an der Kirche Saint-Martin in Barentin[30]
- Glasmalerei aus den 1950er Jahren der Poremba-Werkstatt in der SGAA Stained Glass School in Raytown, Missouri[31]
- Statue (1991?) in der Kirche St. Michael zu den Wengen in Ulm im Seitenschiff[32]